# Brotulotaenia nielseni
Brotulotaenia nielseni är en fiskart som beskrevs av Cohen, 1974. Brotulotaenia nielseni ingår i släktet Brotulotaenia och familjen Ophidiidae. Inga underarter finns listade.